# 高橋利匡
高橋利匡（たかはし としまさ、1979年 (昭和54年) 12月15日 - ）は 日本の医師、医学博士。大阪大学大学院医学系研究科の招聘教員であり、2024年11月からはカナダ・トロント大学医学部の招聘教授を務めている。
専門は老年医学、糖尿病、消化器病学で、特にオートファジー（細胞の自己浄化機構）に関する研究で国際的に知られている。

## 来歴
兵庫県神戸市出身。幼少期をアメリカ合衆国マイアミで過ごす。阪神・淡路大震災をきっかけに医師を志す。兵庫県立長田高等学校を卒業後、2006年3月に大阪医科大学（現大阪医科薬科大学）医学部医学科を卒業。同年7月より社会医療法人愛仁会 高槻病院に勤務。2009年に神戸大学大学院医学研究科 内科学講座を修了し、糖尿病治療薬であるGLP-1受容体作動薬およびスルホニル尿素薬に関する新しい作用機序を、清野進教授およびヒトインスリン遺伝子において画期的な発見を行ったシカゴ大学のベル教授の指導のもとで明らかにし、医学博士の学位を取得。
2014年より北播磨総合医療センターに勤務し、糖尿病内分泌内科・老年内科・消化器内科を担当。2018年には渡米し、アメリカ合衆国のシンシナティ小児病院に博士研究員として所属。その後、2021年よりカナダのトロント大学医学部で助手を務め、2022年には大阪大学大学院医学系研究科 老年・総合内科学の医学部講師に就任した。
2023年より医療法人社団たかはしクリニックに所属し、大阪大学大学院医学系研究科 老年・総合内科学の招聘教員を兼務。2024年11月にトロント大学医学部の招聘教授に就任。

## 専門・研究分野
臨床
- 老年病
- 糖尿病
- 消化器病

研究
- 老化に伴う代謝異常や糖尿病に関連するオートファジー研究
- 老化と炎症性疾患と悪性腫瘍

## 著書
単著
- 高橋, 利匡 (15 February 2016). “糖尿病診療トレーニング問題集（専門医レベル） [Specialist-Level Training Workbook for Diabetes Care]” (Japanese). 尿病診療マスター (Diabetes Master Series) (Tokyo: Igaku-Shoin) 14 (2).[5]

共著
- 『いま知っておきたい経口糖尿病治療薬の疑問76』（寺内康夫編集）南江堂、2015年[6]
- 『Annual Review 糖尿病・代謝・内分泌 2015』中外医学社、2015年[7]

## 学術賞
- 2025年 日本抗加齢医学会 研究奨励賞[8]
- 2023年 老化および老年医学研究助成金[9]
- 2023年 日本老年医学会 Young Investigator Award（YIA)[10]
- 2022年 公益財団法人 持田記念医学薬学振興財団 研究助成金[11]
- 2020年 American Pancreatic Association Annual Conference トラベルグラント[12]
- 2017年 日本心臓財団 海外留学助成[13]

## 国際学会発表
- 2019年11月 50th American Pancreatic Association, Annual meeting, USA[14]
- 2016年5月 International Association of Geriatrics and Gerontology, Master class on Ageing in Asia, China
- 2016年9月 52nd European Association for the Study of Diabetes, Annual Meeting, Germany
- 2013年6月 American Diabetes Association, 73rd scientific sessions, USA[15]
- 2013年4月 Beta Cell Workshop Japan